# Les Pieds nickelés
Pour le film, voir Les Pieds nickelés (film).

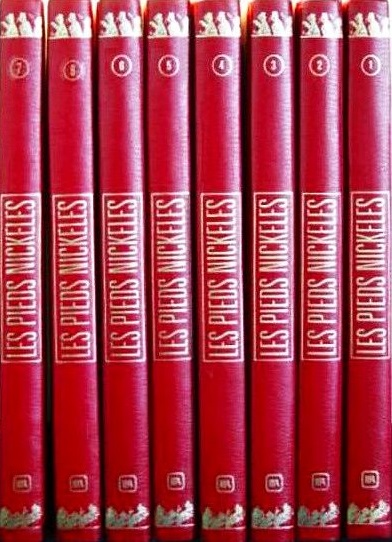
Les pieds Nickelés aux éditions Rombaldi.

Les Pieds nickelés est une série de bande dessinée créée par Louis Forton, publiée pour la première fois le 4 juin 1908 dans la revue L'Épatant, éditée par les éditions Offenstadt, fondées par les frères du même nom. La série, reprise plusieurs fois, détient le record de longévité pour une bande dessinée française : 107 ans (de 1908 à 2015).

## Origine du titre
L'expression « pieds nickelés » signifie « ceux qui ne sont pas portés sur le travail ». Elle vient soit du fait que les pieds en nickel sont trop précieux pour servir à marcher ou travailler, soit de « pieds niclés », pieds atteints de rachitisme ne permettant donc pas un travail soutenu. D'après Jean Tulard, l'expression provient d'une pièce de Tristan Bernard et d'après Jean-Paul Tibéri, ce sont les frères Offenstadt qui conseillent ce nom à Forton.
Dans Les Pieds nickelés de Tristan Bernard, comédie en un acte de 1895, on utilise l'expression pour désigner « [...] ceux qui ont de l'argent. Ils ne marchent pas. Ils ont, comme on dit, les pieds nickelés. Ils sont lourds à remuer, comme des tirelires pleines. » Cette pièce de théâtre popularise l'exception
Forton choisit ce nom issu de l'argot pour cibler le public « essentiellement populaire » du journal L'Épatant.

## Histoire

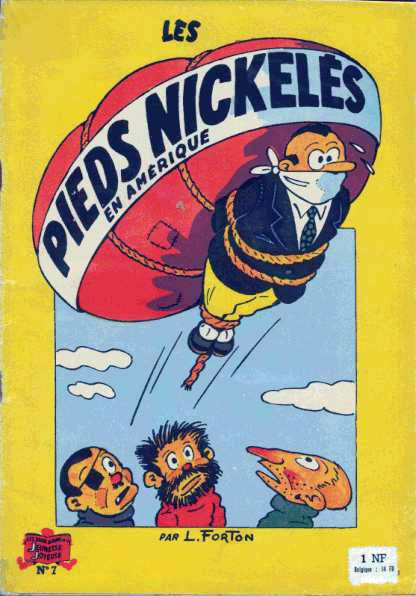
Première de couverture des Pieds nickelés en Amérique.
De gauche à droite : Filochard, Ribouldingue et Croquignol.

L'histoire met en scène trois personnages principaux, Croquignol, Filochard et Ribouldingue, trois petits filous, à la fois escrocs, hâbleurs et indolents.
En 1908, la bande dessinée est un genre émergent et Forton est libre de la forme qu'il lui donne. Au début, celle-ci est classique : quatre cases carrées au-dessus d'un texte explicatif. Forton est l'un des premiers auteurs à utiliser les bulles pour faire parler les personnages, procédé alors mal vu.
Alors que la bande dessinée est un genre destiné aux enfants, Les Pieds Nickelés rencontre le succès auprès des enfants comme des adultes. La BD est publié dans L'Épatant à l'époque où la presse écrite est reine, la bande dessinée y remplaçant alors progressivement les récits en feuilleton. Le texte occupe une place importante, avec des jeux de mots et un vocabulaire argotique inspiré des apaches parisiens.
Les scénarios de Louis Forton montrent les trois personnages « aussi fêtards que voyageurs » et sans morale qui vivent des aventures rocambolesques. 
Avec la Première Guerre mondiale, les Pieds nickelés sont montrés participant à la guerre et luttant contre les Allemands avec leurs farces.
Au sortir de la guerre, Les Pieds nickelés sont très populaires. Ils subissent, avec une grande partie de la presse destinée à la jeunesse, des attaques de la droite catholique dont l'abbé Louis Bethléem. La gauche laïque est également critique en raison de l'immoralité des personnages. 
À partir des années 1930, la BD subit la concurrence des rivaux américains (Mickey, Mandrake, Tarzan, Popeye) mais surtout de Tintin. Forton meurt en 1935. Aristide Perré puis Albert Georges Badert reprennent la série, mais ceux-ci rencontrent un succès moindre.
Pendant la Seconde Guerre mondiale la publication s'arrête, car les frères Offenstadt qui l'éditent sont victimes des lois anti-juives. De plus, lors de la Première Guerre mondiale les Pieds Nickelés avaient ridiculisé l'armée impériale allemande et le Kaiser.
Dans l'après-guerre la publication reprend sous la plume de Pellos dans un style totalement différent de celui de Forton, mais ne rencontre plus le même succès. La série est « ringardisée » par les nouveaux journaux pour la jeunesse : Mickey, Spirou, Tintin ou Vaillant. Sous Pellos, l'histoire doit respecter la loi sur les publications destinées à la jeunesse et les récits se développent avec une unité d'action plus longue, permettant de creuser les sujets et rendant plus rares les rebondissements à chaque page.
La bande dessinée est arrêtée en 1988 malgré des tentatives de relance ultérieures. Le Tribunal de Grande Instance de Paris confirme en 2011 que les personnages sont dans le domaine public, ce qui permet de relancer de nouveaux albums chez plusieurs éditeurs.
Si les Pieds Nickelés de Forton sont dans le domaine public, ce n'est pas le cas des versions dessinées par Pellos. Les reprises faites à partir de 2011 font attention de ne reprendre aucun des ajouts de Pellos, comme le monocole et la taille plus grande de Croquignol par exemple.

## Dérivés et adaptations

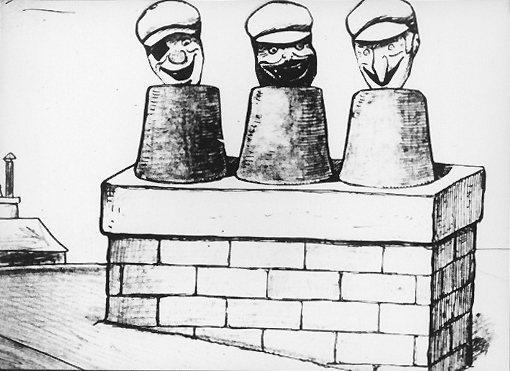
Les Pieds-Nickelés en dessin animé par Émile Cohl en 1917.

La bande dessinée est adaptée au cinéma à partir de 1917 et 1918 en cinq films muets, en noir et blanc.
- Les Aventures des Pieds nickelés composé de 5 épisodes créés par Émile Cohl entre 1917 et 1918 pour la firme Éclair.

En version sonore et en noir et blanc, trois autres adaptations cinématographiques sont proposées en 1948, en 1950 puis en 1964.
- Les Aventures des Pieds-Nickelés (1948) et Le Trésor des Pieds-Nickelés (1950), deux films de Marcel Aboulker.
- Les Pieds nickelés sont le sujet d'un film de Jean-Claude Chambon en 1964, mettant en vedette Charles Denner, Michel Galabru et Jean Rochefort.

Pour célébrer le centenaire des personnages, un court-métrage sort en 2008, tourné en couleur et en numérique.
- Un court-métrage intitulé Grivèlerie met en scène les Pieds nickelés. Il a été réalisé par Hervé Ganem et Jean-Luc Muller en 2008, à l'occasion du centenaire des personnages de Louis Forton.

Pour la presse, le sujet également adapté avec un magazine jeunesse lancé en 1972
Les Pieds nickelés magazine est également un magazine qui a vu débuter le dessinateur Régis Loisel en 1972.

## Postérité et influence
L'expression populaire Pieds nickelés s'est amplifiée et désigne au XXIe siècle, certains personnages peu recommandables, comploteurs, filous, à la fois malhonnêtes et manquant de sérieux. Cette expression est notamment employée par les médias lors de l'affaire Clearstream où elle est abondamment utilisée pour désigner les différents protagonistes. Il en est de même lors de l'opération de l'« Arche de Zoé ».
Plusieurs auteurs et cinéastes se sont revendiqués de l'influence des Pieds nickelés : Jean-Paul Sartre, Marcel Pagnol, Boris Vian, Alain Resnais, Alphonse Boudard, Pierre Tchernia, Jean-Luc Godard.

## Auteurs par ordre chronologique
La série naît sous la plume de Louis Forton, éditée chez Offenstadt. Elle est brièvement reprise à la mort de ce dernier. La série s'interrompt lors de l'Occupation.
- Louis Forton (1879-1934), créateur de la série (1908-1934). Pendant la Première Guerre mondiale, le dessinateur Louis Tybalt prend parfois le relais.
- Aristide Perré (1934-1938)
- Albert-Georges Badert (1938-1940)

À la Libération, l'éditeur Société parisienne d'édition relance la série. Après la réédition reformatée des tomes de Forton, René Pellos (1900-1998) devient, en 1948, le nouvel auteur officiel des Pieds nickelés jusqu'à sa retraite en 1981. L'éditeur confie alors la suite de leurs aventures à plusieurs équipes de dessinateurs et scénaristes. Le succès s'estompant, la longue série se termine en 1988.
- René Pellos (1948-1981) et Roland de Montaubert (principal scénariste durant la période Pellos) ;
- Pierre Lacroix (1953-1954) qui remplace Pellos le temps de trois albums : Les Pieds nickelés industriels, Le trésor des Pieds nickelés et Le Rêve des Pieds nickelés ;
- Jacarbo (1982-1983) et Serge Saint-Michel ;
- Jicka (1984-1988) ;
- Laval, Claderes, Gen-Clo (1988).

À partir de 1991, de « Nouveaux Pieds nickelés » reprennent de Nouvelles Aventures avec plusieurs autres éditeurs.
- Michel Rodrigue (1991-1992) - Les nouvelles aventures des Pieds Nickelés (Studio Cadero - Vents d'Ouest)
- Juillard (1999) - Le dernier chapitre (Tome 3) Les Pieds Nickelés : demain sera un autre jour (Dargaud)
- Trap et Stéphane Oiry (2009) - La Nouvelle Bande des Pieds nickelés (Delcourt)
- Un ouvrage collectif (2010) - Les Nouveaux Pieds nickelés (Onapratut), qui rassemble les contributions dessinées par Michaël Baril, Aurélien Bédéneau, Fabien Bertrand, Paul Burckel, Ced, Clotka, Dib, François Duprat, Frédéric Duprat, elric, Filak, Stéphane Girod, Olivier Ka, Loco, Lommsek, Alejandro Milà, Pasto, Radi, Loïc Senan, Thibaut Soulcié, Unter, Waltch, Wayne, Wouzit, Carali, Caza, Hardy, Hugot, Lamorthe, Laurel, Étienne Lécroart, Thierry Martin, O'Groj, Obion, Nancy Peña, Jeff Pourquié, Olivier Schwartz, Al Séverin, Walthéry, et Wasterlain. La couverture de l'ouvrage est réalisée par Pascal Rabaté.
- Philippe Riche (2011) (Vents d'Ouest - Georges Ventillard)
- Richard Malka, Ptiluc et Luz (2011) (Vents d'Ouest - Georges Ventillard)
- Corteggiani et Herlé (2012) (éditions de l'Opportun)
- Gérald Forton et Julien Moca (2013) (l'àpart éditions)
- Jihel pour des planches d'hommage tirées à part en sérigraphie pour le support carte postale.
- J. P. Tiberi (scénario) et Bévé (dessin), aux éditions Regard
- François Coupez et Eric Sassi (2012) (édition Le Club des Pieds Nickelés)
- Maadiar dans le périodique de bande dessinée Charlotte mensuel à partir de 2024[10].

## Principaux personnages
Les trois protagonistes évoluent avec le temps, selon les scénaristes, et selon les dessinateurs. Sous le crayon de Louis Forton, tous trois sont de la même taille. 
Croquignol est aussi le meneur de la bande. À l'époque de Pellos, chacun des personnages prend sa silhouette, en accord avec sa propre personnalité : 
- Ribouldingue devient le gros barbu sympathique
- Filochard est le petit borgne, au caractère sanguin, qui possède une force herculéenne quand il est en colère
- Croquignol est, pour sa part, grand et assez fin et tête pensante de l'équipe

Bien qu'ils se déguisent régulièrement, ils ont aussi la même tenue vestimentaire récurrente : 
- Croquignol porte le monocle, un petit chapeau, une veste, et un nœud papillon
- Ribouldingue porte la casquette verte, assortie au chandail vert, et un foulard rouge autour du cou
- Filochard porte le béret, un col roulé rouge et une veste noire

Parmi les personnages récurrents de la série, on croise dans quelques épisodes :
- Manounou, l'épouse africaine de Ribouldingue, complice des différents larcins de son légitime et de ses acolytes

On retrouve aussi, parmi les adversaires traditionnels :
- le commissaire Croquenot
- l'inspecteur Duflair
- Fantômard
- la Clique (autrefois un allié des Pieds nickelés, puis le complice de Fantômard)
- les Cagoulards (sbires de Fantômard)

Du reste, la route des Pieds nickelés croise généralement des riches, des bourgeois, des paysans, qui se distinguent par leur bêtise et leur naïveté, faisant d'eux les proies privilégiées des Pieds nickelés. Les représentants des forces publiques sont aussi parmi les personnages réguliers, comptant dans la série des adversaires des trois compères.

### Galerie

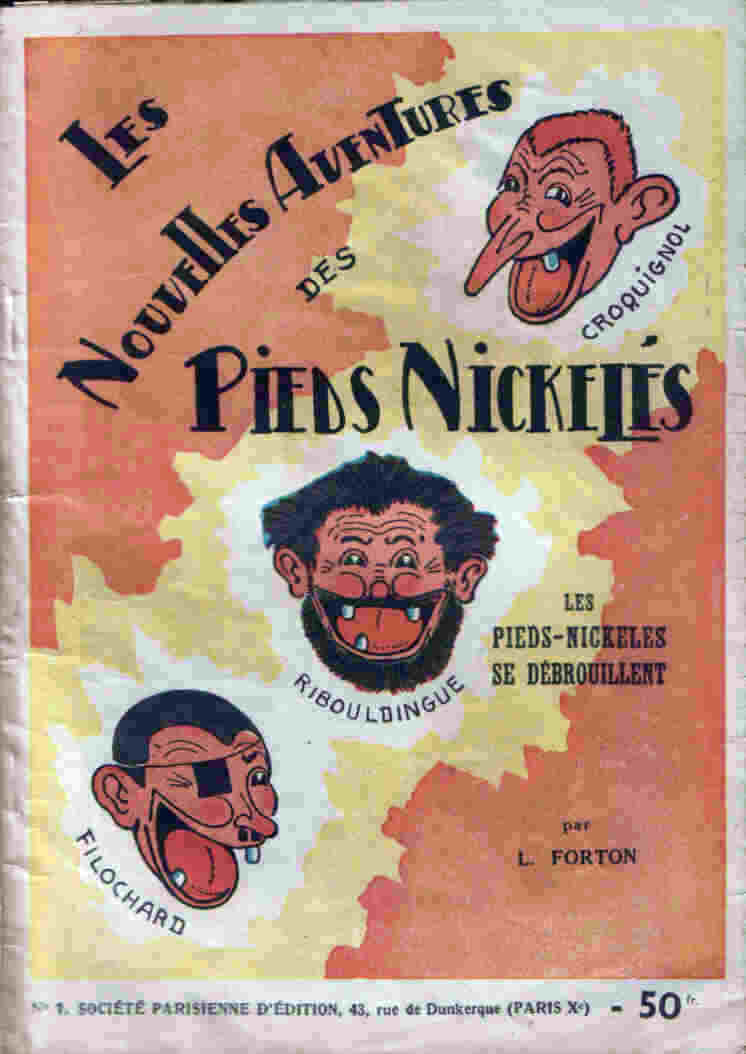
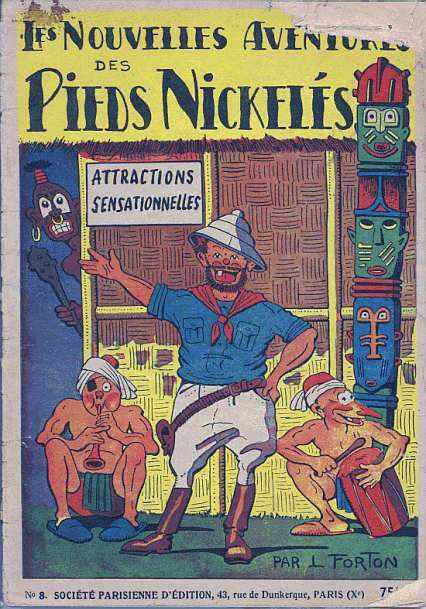
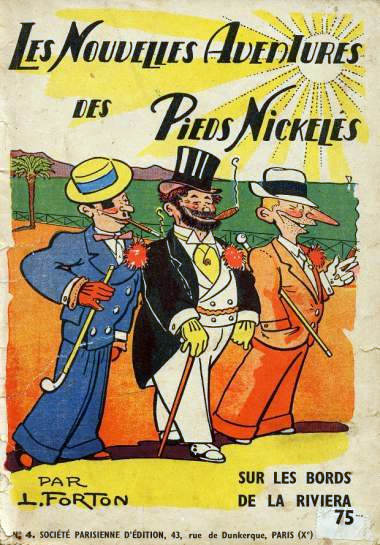
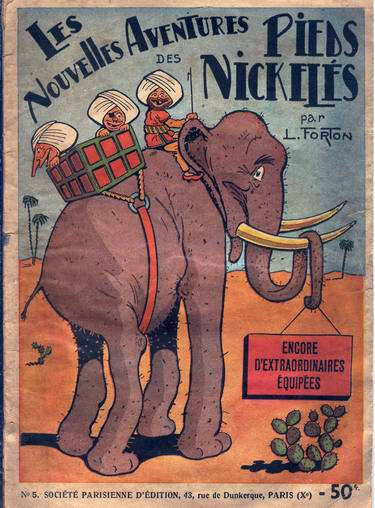
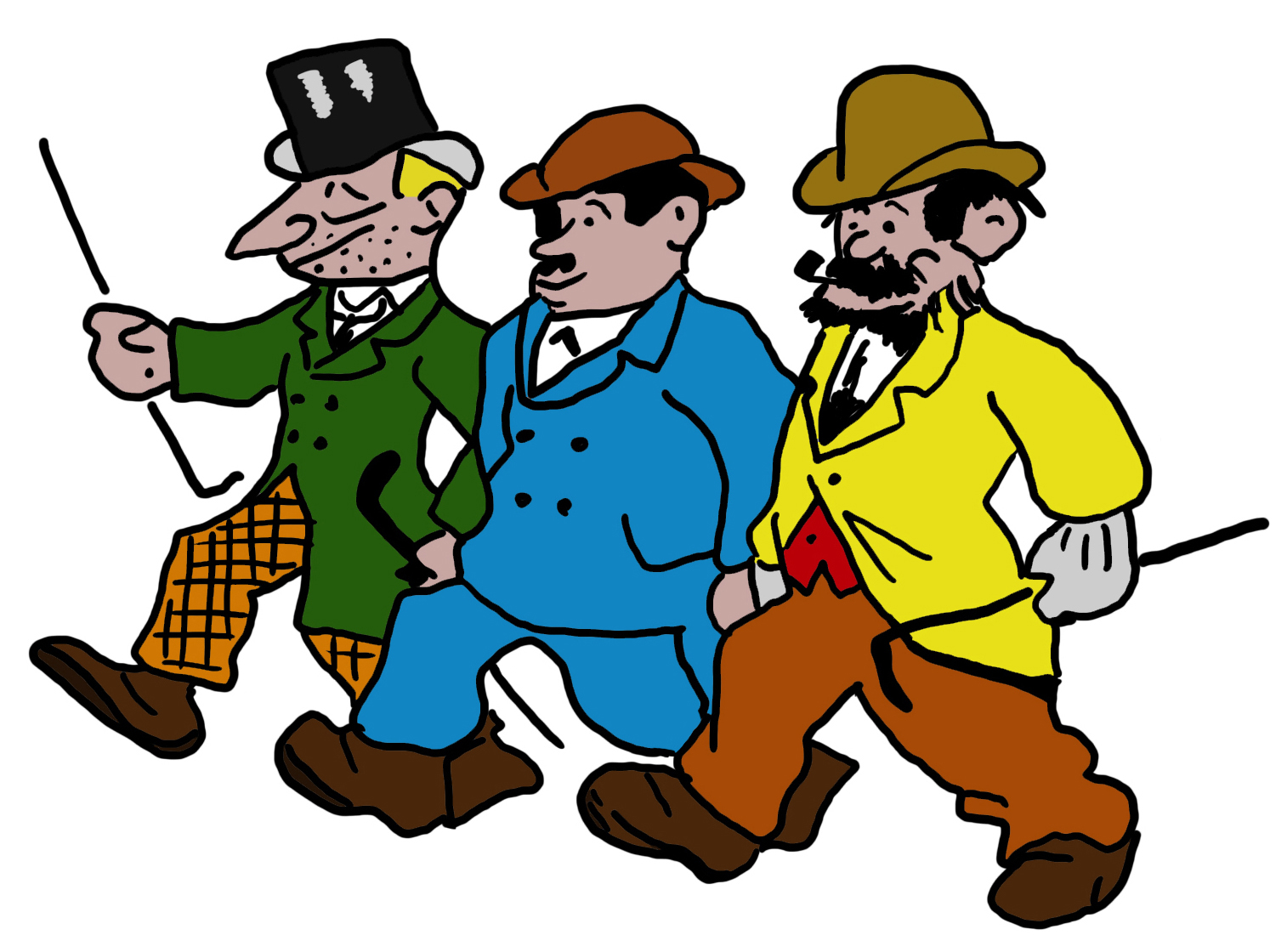